# باسم أبو داود
باسم أبو داود واسمه الكامل "باسم بن أحمد بن سليمان بن أحمد بن سليمان بن داود بن علي بن خضر الحضيري أبو داود"، (وُلد في 1385 في مدينة جدة غرب السعودية) هو لاعب كرة قدم سعودي سابق لعب كمدافع في النادي الأهلي السعودي قرابة الـ15 عاماً حقق خلالها عددا من البطولات.
ينحدر باسم لعائلة رياضية معروفة، إذ أن والده أحمد أبو داود كان يلعب في النادي الاهلي، وزامل شقيقه حسام أبو داود في الفريق الاهلاوي، كما أن عمه عبد الرزاق أبو داود كان لاعباً معروفاً في النادي الأهلي والمنتخب السعودي.

## مسيرته الكروية
بدأ باسم أبو داود مسيرته الكروية كمدافع في فريق الناشئين بالاهلي وتدرج معه حتى لعب أول مباراة عام 1403هـ مع الفريق الأول في بطولة الدوري وكان يتميز باللعب في أكثر من مركز مما جعله خيار دائم لمدربي الاهلي.
ساهم في تحقيق خمس بطولات مع الأهلي، أولها كأس المصيف عام 1402هـ, وكأس الملك 1403هـ, وبطولة الدوري السعودي عام 1404هـ, وبطولة كأس الخليج الثالثة للأندية عام 1405هـ.
لعب مع الأهي 120 مباراة سجل خلالها قرابة الـ20 هدفاً, وصعد مع الاهلي كثيراً لمنصات التتويج؛ بالإضافة للبطولات آنفة الذكر، فقد مع حقق الاهلي وصافة بطولة الدوري وكأس الملك وكأس الاتحاد في سنوات عدة.
في عام 1418هـ خاض آخر مباراة مع الاهلي بتاريخ 3-7-1418هـ ضد فريق الاتفاق وفاز فيها الأخير بنتيجة (3-2) ضمن الجولة السابعة من بطولة الدوري وأعلن اعتزاله، لكنه صعد بعد ذلك لاستلام كأس ولي العهد 1418هـ التي حققها الاهلي أمام الرياض، تقديراً من الإدارة لعطاءاته.

## بطولاته مع الأهلي
- كأس المصيف 1402هـ.
- بطولة كأس الملك 1403هـ.
- بطولة الدوري 1404هـ.
- كأس الخليج الثالثة للأندية 1405هـ.
- كأس ولي العهد 1418هـ.